# UCoz
uCoz – platforma typu SaaS, oferująca bezpłatny hosting stron wraz z systemem CMS w chmurze i kreatorem stron internetowych. Umożliwia budowanie w pełni funkcjonalnych stron internetowych z gotowych modułów, a także zarządzanie nimi i ich utrzymanie bez wymaganej znajomości języka HTML, programowania czy programów graficznych. 
Obecnie na świecie funkcjonuje ponad 1,2 mln stron zbudowanych przy pomocy platformy, przy czym zatrudnienie wynosi około 120 osób. Są wśród nich m.in. strony prywatne, firmowe, sklepy internetowe, blogi czy fora internetowe.

## Historia
uCoz został stworzony w 2005 roku przez dwóch ukraińskich programistów. Początkowo system dostępny był w języku rosyjskim. W 2007 roku uruchomione zostały wersje angielska i niemiecka; dd kwietnia 2012 serwis udostępniony został polskim użytkownikom.
Obecnie platforma dostępna jest w językach: hiszpańskim, francuskim, arabskim, węgierskim, rumuńskim, szwedzkim, litewskim, ukraińskim, gruzińskim i polskim.

## Nagrody
- 2008 - Nagroda Runetu – 3. miejsce w kategorii "Dziąsiątka ludu"[3]
- Październik 2008 - Web Host Directory – "Najlepszy dla Ecommerce"[potrzebny przypis]
- 2009 - Nagroda Runetu – "Technologie i Innowacje"[4]
- 2009 - Content Management Award[potrzebny przypis]
- 2009 - Open Web Awards - w kategorii "Media" jako "Najlepsza strona dla wydawców"[5]